# Eristalis persa
Eristalis persa är en tvåvingeart som beskrevs av Samuel Wendell Williston  1891. Eristalis persa ingår i släktet slamflugor, och familjen blomflugor. Inga underarter finns listade i Catalogue of Life.